# جهة تانسيفت
جهة تانسيفت هي جهة مغربية سابقة اُعتمدت في التقسيم الإداري المغربي منذ سنة 1971 إلى سنة 1997. تبلغ مساحة الجهة 38.445 كم² بساكنة تقارب 3,546,768 نسمة حسب إحصاء شتنبر 1994, مركزها مراكش وتضمنت كلا من أقاليم مراكش وآسفي والصويرة وقلعة السراغنة. أغلب سكانها أمازيغ وعرب يعتنقون الديانة الإسلامية على المذهب المالكي.

## معرض صور

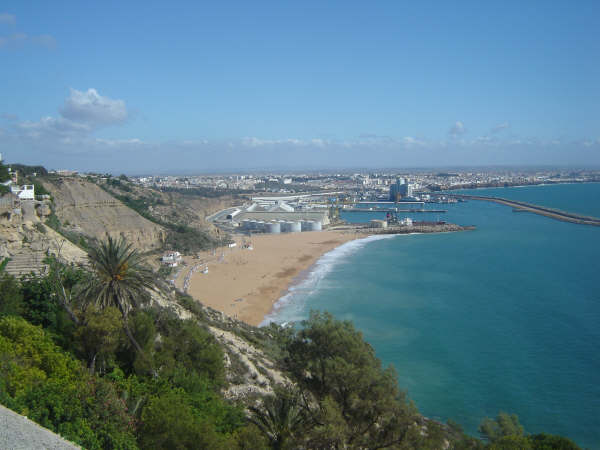
شاطئ مدينة آسفي
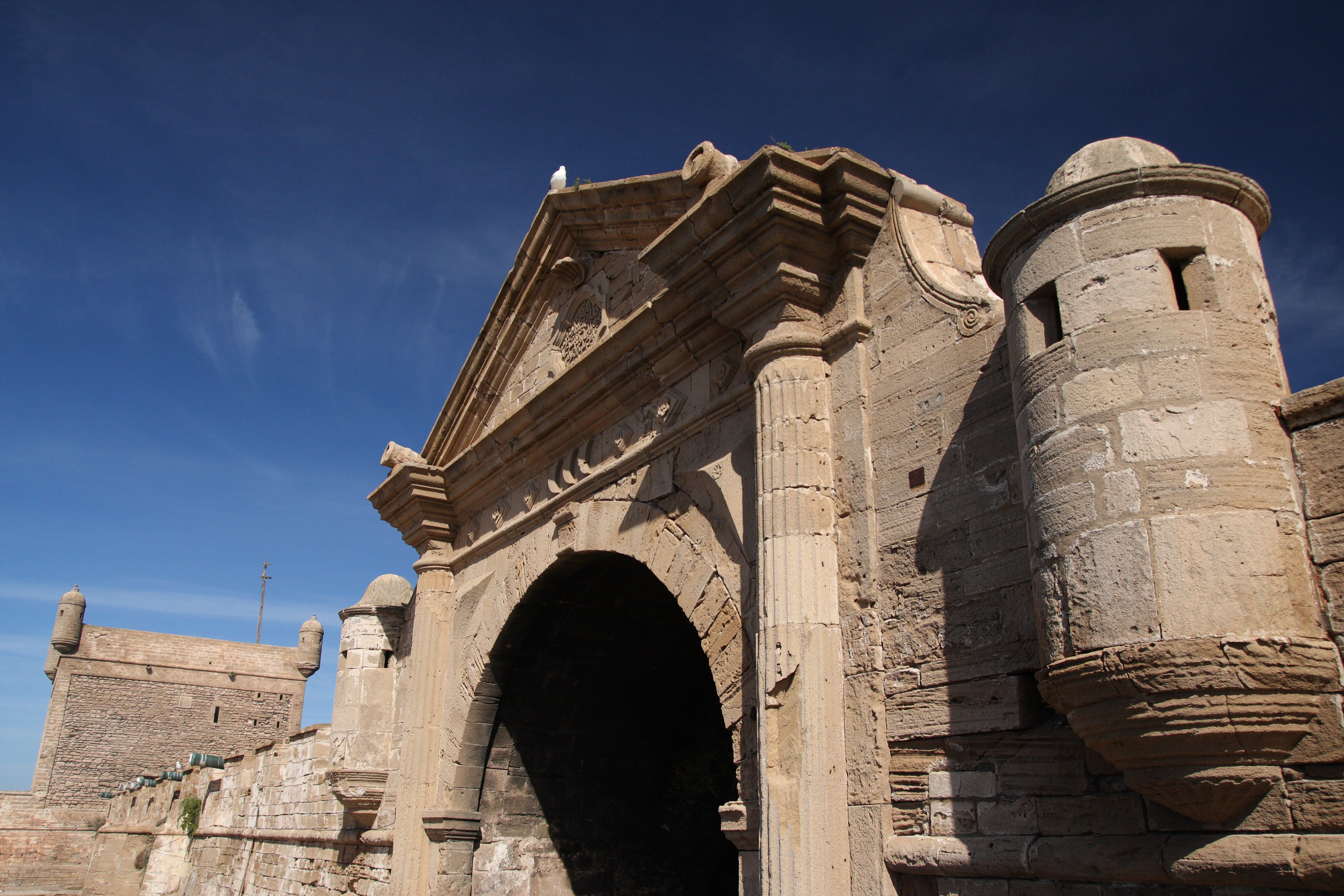
حصن الصويرة
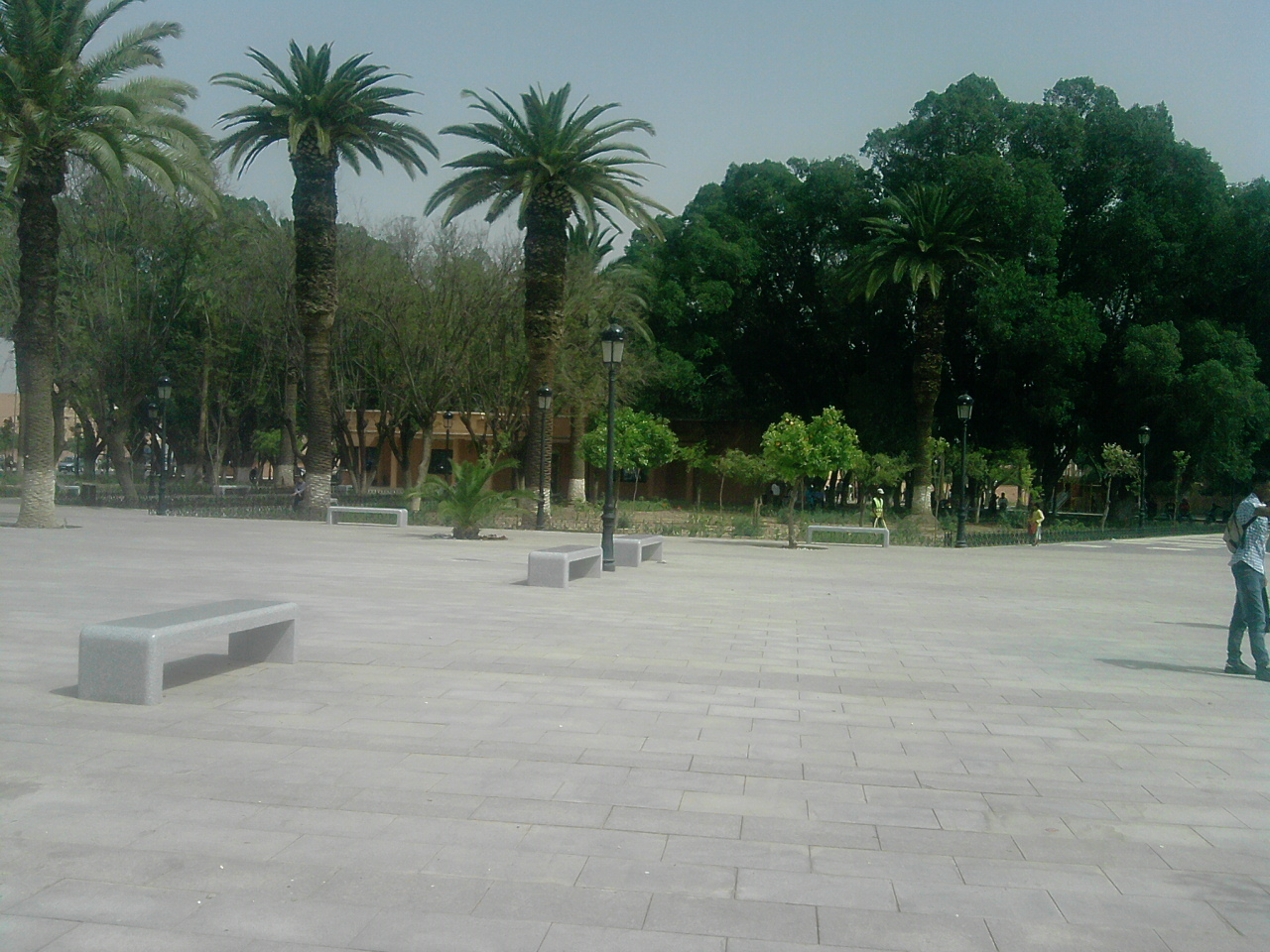
المنتزه الرئيسي، قلعة السراغنة